# Gregorio (jurisconsulto)
Gregorio o Gregoriano es el nombre de un jurista al que se ha atribuido la redacción del llamado Código Gregoriano, una compilación de constituciones de entre los años 196 y 295. Se supone que la colección se formó en época de Diocleciano, en Oriente. De la obra solo se conocen fragmentos.
De este jurista no se tienen datos biográficos seguros: se ha supuesto que habría formado parte del consistorium. Jacobo Godofredo lo identificó con un prefecto del Pretorio llamado Gregorio que estaba activo hacía el año 330.  